# پروین نورستانی
پروین نورستانی (زاده ۱۳۵۴ - درگذشت ۹ اسد ۱۳۹۶ - ولایت کابل) سیاستمدار افغانستانی و نماینده مردم ولایت نورستان در دوره شانزدهم مجلس نمایندگان و عضو کمیسیون صحت، تربیت بدنی، کا ر و کارگر و جوانان بود.

## زندگی‌نامه
پروین نورستانی زاده ۱۳۵۴ کابل و اصالتاً از ولسوالی وانت وایگل ولایت نورستان است. وی تحصیلات متوسطه خود را در لیسه/دبیرستان ابوالقاسم فردوسی کابل در سال ۱۳۶۹ به پایان برد و توانست در سال ۱۳۸۹ از دانشکده طب دانشگاه کابل فارغ‌التحصیل شود. 

### درگذشت
وی در تاریخ ۹ اسد ۱۳۹۶ در یک حادثه ترافیکی در شاهراه جلال‌آباد-کابل کشته شد.

## دیگر فعالیت‌ها
دیگر فعالیت‌های وی:
- معلم در ولسوالی وایگل نورستان (۱۳۷۵-۱۳۸۰).
- کارمند ریاست امور زنان (۱۳۸۱-۱۳۸۷).
- فعالیت در بخش درمان و پزشکی در نورستان (۱۳۸۷-۱۳۸۹).